# کرنلیا مولنار
کرنلیا مولنار (انگلیسی: Cornelia Molnar؛ زادهٔ ۱۹۸۳) یک بازیکن تنیس روی میز اهل کرواسی است. 
وی در مسابقات کشوری و بین‌المللی در مجموع برنده ۲ مدال نقره، ۱ مدال برنز شده‌است.